# 鳞片帝纹蛤
鳞片帝纹蛤（学名：Timoclea imbricata），是帘蛤目帘蛤科帝汶蛤属的一种。主要分布于中国大陆，常栖息在潮间带至潮下带。